# Friedrich Ludwig Christian Jugler
Friedrich Ludwig Christian Jugler (* 11. Juni 1792 in Gifhorn; † 30. November 1871 in Hannover) war ein deutscher Oberbergrat.
Juglers Vater war Landvogt. 
Nach seinem Studium nahm er 1817 eine Stelle eines Bergamtsauditors in Clausthal an. 1821 wurde er als Hilfsarbeiter für Salinen-, Bergwerk- und Harzsachen bei der 2. Kammer in Hannover angestellt. Nach seiner Berufung als Referent im Ministerium stieg er 1826 zum Berginspektor, 1832 zum Bergrat und 1839 zum Oberbergrat auf.
1833 wurde sein Sohn August Jugler geboren.
Ein Nervenleiden ab 1848 zwang ihn, zum 1. April 1854 vom Staatsdienst zurückzutreten.